# Perdido
Perdido is een drijvend productieplatform van het type spar. Het ligt in ongeveer 2450 meter (8000 voet) diep water in de Golf van Mexico. Het veld en platform worden geëxploiteerd door Royal Dutch Shell. Perdido was het hoofdonderwerp van een aflevering van National Geographic's Big, Bigger, Biggest.

## Ligging
In 1996 kreeg Shell de licentie om in het gebied naar olie te zoeken. Het was een grote uitdaging; de zee is ter plaatse 2,5 kilometer diep. Proefboringen toonden olie aan in het Alaminos Canyon blok 857 op zo’n 320 kilometer voor de kust. 

## Beschrijving
In 2006 werd begonnen met de bouw van de installaties. Er werd gekozen voor een truss spar. Het deel dat in het water steekt is gemaakt door Technip in Pori in Finland. Het zware ladingschip Mighty Servant 1 vervoerde de 22.000 ton wegende spar van de Oostzee naar de Golf van Mexico, een afstand van ruim 13.200 kilometer. De spar werd van de haven gesleept naar de eindbestemming en daar door de Balder overeind geballast. Eenmaal in verticale positie werd het afgemeerd door de Balder met behulp van zuigankers. De spar is 169,2 meter lang en heeft een diameter van 36 meter.
De topside telt drie dekken en biedt ruimte aan de productie-installaties, een boortoren en woonruimten voor de bemanning. In maart 2009 werd met behulp van de Thialf, een kraanschip van Heerema, de topside met een gewicht van 11.000 ton op de spar geplaatst.
De spar zal drie velden bedienen, Great White, Tobago en Silvertip. De Great White is veruit de grootste van de drie, met ongeveer 80% van de totale winbare reserves. Deze laatste wordt geschat op 3 tot 15 miljard vaten olie-equivalent. In maart 2010 begon de productie. Perdido kan maximaal 100.000 vaten olie-equivalent per dag verwerken en heeft een levensduur van zo'n 20 jaar.

## Eigenaren
Het hele project werd uitgevoerd door Shell. Shell (35%) heeft twee partners, Chevron met een belang van 37,5% en BP met 27,5% van de aandelen.

## Naslagwerken
- (en)  The largest oil rig in the world: Perdido National Geographic op Youtube film (19m 42c)
- (en)  Technip Perido brochure
- (en)  Oil and Gas Journal Shell installs world’s deepest production spar at Perdido, 9 augustus 2008